# Pascal Caucheteux
Pascal Caucheteux (Vincennes, 26 marzo 1961) è un produttore cinematografico e imprenditore francese, co-fondatore e AD della Why Not Productions.

## Carriera
Formatosi come executive dell'Union Générale Cinématographique, nel 1990 ha fondato assieme a Grégoire Sorlat la Why Not Productions, una casa di produzione cinematografica attiva principalmente all'interno del cinema d'autore francese, del quale è stato definito nel 2009 "una pietra d'angolo", e che è arrivata fino a co-produrre film di registi indipendenti statunitensi come Gregg Araki durante gli anni novanta e, in tempi più recenti, di affermati registi europei come Ken Loach.
È il solo presidente del consiglio di amministrazione ed amministratore delegato della società dal 2005.

### Altre attività
Tramite la Why Not, nel 2001 ha rilevato la più antica sala cinematografica di Parigi ancora esistente, il Cinéma du Panthéon (1907), diventandone gestore e principale azionista. Possiede inoltre la catena di guinguette parigine Rosa Bonheur.
Nel 2020 ha fatto parte della cordata di magnati delle telecomunicazioni, industriali e produttori di cinema francesi che ha acquistato i Cahiers du cinéma, suscitando le dimissioni dell'intera redazione della testata per timore di un conflitto d'interessi.

## Filmografia parziale

### Produttore
- La Sentinelle, regia di Arnaud Desplechin (1992)
- In the Soup (Un mare di guai) (In the Soup), regia di Alexandre Rockwell (1992)
- La nascita dell'amore (La Naissance de l'amour), regia di Philippe Garrel (1993)
- Comment je me suis disputé... (ma vie sexuelle), regia di Arnaud Desplechin (1996)
- Le Cœur fantôme, regia di Philippe Garrel (1996)
- Un quartiere da schianto (Ma 6-T va crack-er), regia di Jean-François Richet (1997)
- Mange ta soupe, regia di Mathieu Amalric (1997)
- Louis & Frank, regia di Alexandre Rockwell (1998)
- Dieu seul me voit, regia di Bruno Podalydès (1998)
- Le Vent de la nuit, regia di Philippe Garrel (1999)
- Pelle d'uomo cuore di bestia (Peau d'homme cœur de bête), regia di Hélène Angel (1999)
- Selon Matthieu, regia di Xavier Beauvois (2000)
- De l'amour, regia di Jean-François Richet (2001)
- Sobibor - 14 Ottobre 1943, ore 16.00 (Sobibor, 14 octobre 1943, 16 heures), regia di Claude Lanzmann – documentario (2001)
- Innocenza selvaggia (Sauvage Innocence), regia di Philippe Garrel (2001)
- Il mistero della camera gialla (Le Mystère de la chambre jaune), regia di Bruno Podalydès (2003)
- I segreti degli uomini (Léo, en jouant «Dans la compagnie des hommes»), regia di Arnaud Desplechin – documentario (2003)
- I re e la regina (Rois et Reine), regia di Arnaud Desplechin (2004)
- Assault on Precinct 13, regia di Jean-François Richet (2005)
- Tutti i battiti del mio cuore (De battre mon cœur s'est arrêté), regia di Jacques Audiard (2005)
- Douches froides, regia di Antony Cordier (2005)
- Le Petit Lieutenant, regia di Xavier Beauvois (2005)
- Vers Mathilde, regia di Claire Denis – documentario (2005)
- Le Parfum de la dame en noir, regia di Bruno Podalydès (2005)
- Mon fils à moi, regia di Martial Fougeron (2007)
- L'Aimée, regia di Arnaud Desplechin – documentario (2007)
- Venkovský ucitel, regia di Bohdan Sláma (2008) - co-produttore
- Racconto di Natale (Un conte de Noël), regia di Arnaud Desplechin (2008)
- Il profeta (Un prophète), regia di Jacques Audiard (2009)
- White Material, regia di Claire Denis (2009)
- Racconti dell'età dell'oro (Amintiri din epoca de aur), regia di Cristian Mungiu e AA.VV. (2009)
- Staten Island, regia di James DeMonaco (2009)
- Non ma fille, tu n'iras pas danser, regia di Christophe Honoré (2009)
- Bancs publics (Versailles rive droite), regia di Bruno Podalydès (2009)
- Kaboom, regia di Gregg Araki (2010)
- Amore facciamo scambio? (Happy Few), regia di Antony Cordier (2010)
- Uomini di Dio (Des hommes et des dieux), regia di Xavier Beauvois (2010)
- Les Bien-Aimés, regia di Christophe Honoré (2011)
- Love and Bruises, regia di Lou Ye (2011)
- Un sapore di ruggine e ossa (De rouille et d'os), regia di Jacques Audiard (2012)
- Oltre le colline (După dealuri), regia di Cristian Mungiu (2012) - co-produttore
- Adieu Berthe - L'Enterrement de Mémé, regia di Bruno Podalydès (2012)
- Jimmy P., regia di Arnaud Desplechin (2013)
- White Bird (White Bird in a Blizzard), regia di Gregg Araki (2014)
- Fidelio, l'odyssée d'Alice, regia di Lucie Borleteau (2014)
- Bodybuilder, regia di Roschdy Zem (2014)
- Il prezzo della gloria (La Rançon de la gloire), regia di Xavier Beauvois (2014)
- Dheepan - Una nuova vita (Dheepan), regia di Jacques Audiard (2015)
- Comme un avion, regia di Bruno Podalydès (2015)
- I miei giorni più belli (Trois souvenirs de ma jeunesse), regia di Arnaud Desplechin (2015)
- Blood Father, regia di Jean-François Richet (2016)
- Jackie, regia di Pablo Larraín (2016)
- La tartaruga rossa (La Tortue rouge), regia di Michaël Dudok de Wit (2016)
- Un padre, una figlia (Bacalaureat), regia di Cristian Mungiu (2016) - co-produttore
- A Beautiful Day - You Were Never Really Here (You Were Never Really Here), regia di Lynne Ramsay (2017)
- Loveless (Neljubov'), regia di Andrej Petrovič Zvjagincev (2017) - co-produttore
- I fantasmi d'Ismael (Les Fantômes d'Ismaël), regia di Arnaud Desplechin (2017)
- I fratelli Sisters (The Sisters Brothers), regia di Jacques Audiard (2018)
- L'uomo fedele (L'Homme fidèle), regia di Louis Garrel (2018)
- Bécassine!, regia di Bruno Podalydès (2018)
- Roubaix, une lumière, regia di Arnaud Desplechin (2019)
- DNA - Le radici dell'amore (ADN), regia di Maïwenn (2020)
- Les 2 Alfred, regia di Bruno Podalydès (2020)
- Tromperie - Inganno (Tromperie), regia di Arnaud Desplechin (2021)
- Holy Spider, regia di Ali Abbasi (2022) - co-produttore
- R.M.N., regia di Cristian Mungiu (2022) - co-produttore
- Fratello e sorella (Frère et Sœur), regia di Arnaud Desplechin (2022)
- Les Miens, regia di Roschdy Zem (2022)
- Jeanne du Barry - La favorita del re (Jeanne du Barry), regia di Maïwenn (2023)
- Emilia Pérez, regia di Jacques Audiard (2024)

### Produttore esecutivo
- Doom Generation (The Doom Generation), regia di Gregg Araki (1995)
- N'oublie pas que tu vas mourir, regia di Xavier Beauvois (1995)
- Ecstasy Generation (Nowhere), regia di Gregg Araki (1997)
- Esther Kahn, regia di Arnaud Desplechin (2000)
- Liberté-Oléron, regia di Bruno Podalydès (2001) - co-produttore esecutivo
- Il mio amico Eric (Looking for Eric), regia di Ken Loach (2009)
- L'altra verità (Route Irish), regia di Ken Loach (2010)
- La parte degli angeli (The Angels' Share), regia di Ken Loach (2012)
- Jimmy's Hall - Una storia d'amore e libertà (Jimmy's Hall), regia di Ken Loach (2014)
- Io, Daniel Blake (I, Daniel Blake), regia di Ken Loach (2016)
- Sorry We Missed You, regia di Ken Loach (2019)
- La crociata (La Croisade), regia di Louis Garrel (2021)
- Harvest, regia di Athīna Rachīl Tsaggarī (2024)

## Riconoscimenti
- Premio Oscar
  - 2025 - Candidatura al miglior film per Emilia Pérez
- Premi BAFTA
  - 2006 - Miglior film non in lingua inglese per Tutti i battiti del mio cuore
  - 2010 - Miglior film non in lingua inglese per Il profeta
  - 2011 - Candidatura al miglior film non in lingua inglese per Uomini di Dio
  - 2013 - Candidatura al miglior film non in lingua inglese per Un sapore di ruggine e ossa
  - 2017 - Candidatura al miglior film non in lingua inglese per Dheepan - Una nuova vita
  - 2019 - Candidatura al miglior film britannico per A Beautiful Day - You Were Never Really Here
- Premi César
  - 2005 - Candidatura al miglior film per I re e la regina
  - 2006 - Miglior film per Tutti i battiti del mio cuore
  - 2009 - Candidatura al miglior film per Racconto di Natale
  - 2010 - Miglior film per Il profeta
  - 2011 - Miglior film per Uomini di Dio
  - 2013 - Candidatura al miglior film per Un sapore di ruggine e ossa
  - 2014 - Candidatura al miglior film per Jimmy P.
  - 2016 - Candidatura al miglior film per Dheepan - Una nuova vita
  - 2016 - Candidatura al miglior film per I miei giorni più belli
  - 2017 - Candidatura al miglior film d'animazione per La tartaruga rossa
  - 2018 - Miglior film straniero per Loveless
  - 2019 - Candidatura al miglior film per I fratelli Sisters
  - 2020 - Candidatura al miglior film per Roubaix, une lumière
  - 2025 - Candidatura al miglior film per Emilia Pérez
- European Film Awards
  - 2009 - Candidatura al miglior film per Il profeta
  - 2010 - Candidatura al miglior film per Uomini di Dio
  - 2024 - Miglior film per Emilia Pérez
- Independent Spirit Awards
  - 2019 - Candidatura al miglior film per A Beautiful Day - You Were Never Really Here